# Nam Tapanuli (huyện)
Nam Tapanuli (huyện) là một huyện (kabupaten) thuộc tỉnh Bắc Sumatra, Indonesia. Huyện lỵ đóng ở. Huyện có diện tích 11.677 km2, sân số theo điều tra năm 2000 là 728.799 người.

## Các đơn vị hành chính
Huyện gồm có phó huyện hành chính (kecamatan) sau: